# Długołęka (Sainte-Croix)
Pour les articles homonymes, voir Długołęka.
Długołęka est une localité polonaise de la gmina d'Osiek, située dans le powiat de Staszów en voïvodie de Sainte-Croix.